# Juergen Teller
Juergen Teller (Erlangen, 28 gennaio 1964) è un fotografo di moda tedesco.

## Biografia
Dopo aver studiato presso la Bayerische Staatslehranstalt für Photographie di Monaco di Baviera dal 1984 al 1986, Teller si trasferisce a Londra.
Il lavoro di Teller nella fotografia di moda è stato pubblicato da riviste come The Face, Vogue (US, Francia, Inghilterra, Italia), Another, Index, WMagazine, Self Service, Details, Purple, i-D fra gli altri. Negli ultimi dieci anni, ha collaborato con Marc Jacobs ed ha lavorato per le campagne pubblicitarie di Vivienne Westwood. Ha inoltre collaborato spesso con la cantante Björk e ha recentemente collaborato con Céline.

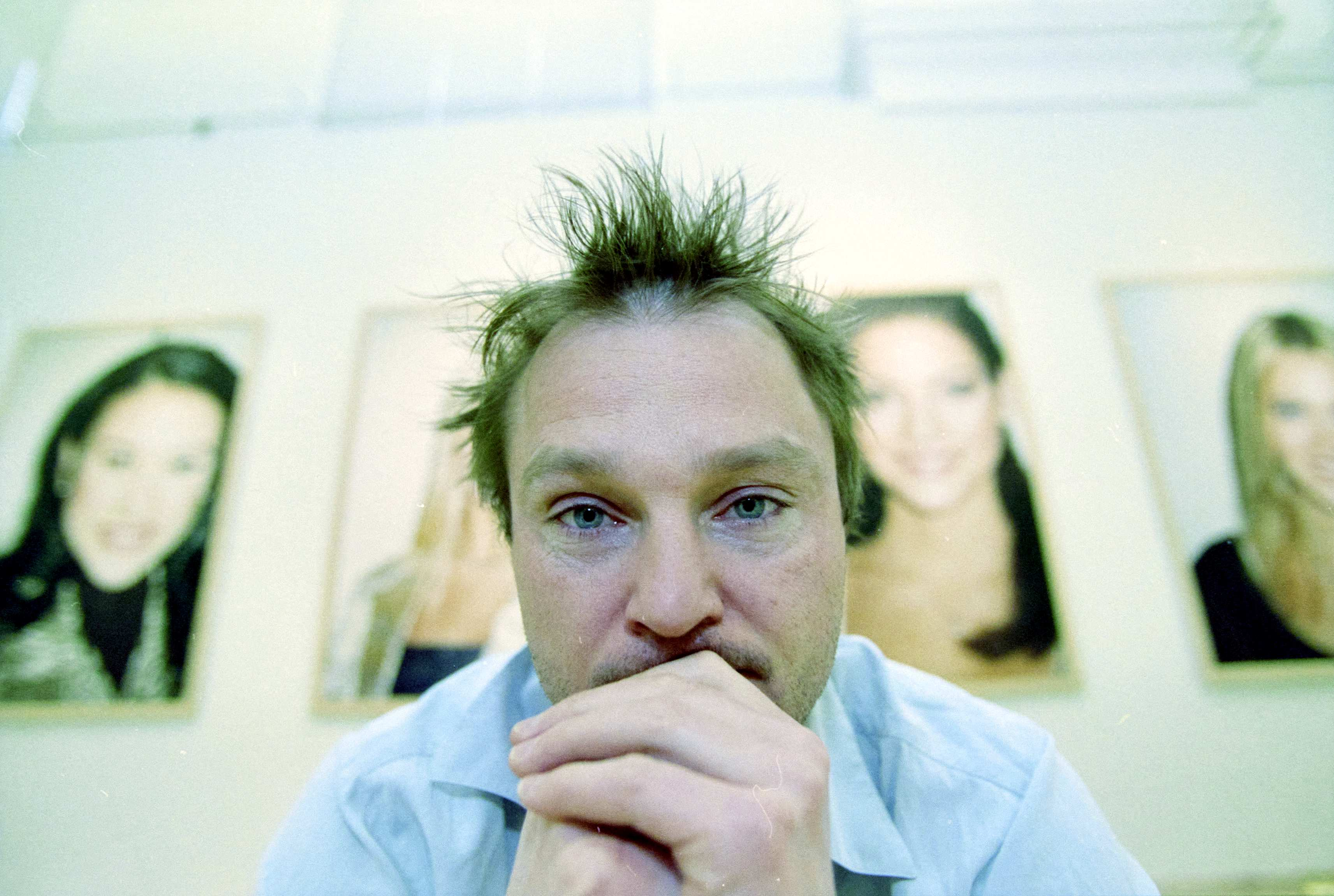
Teller in Haarlem, 2003

Le fotografie di Teller sono state oggetto di esposizioni presso la Fondation Cartier pour l'art di Parigi, il Munchner Fotomuseum di Monaco, il museo Folkswang di Essen, la galleria d'Arte Moderna di Bologna, il Frans Hals Museum nei Paesi Bassi, l'Interleith House di Edimburgo ed il Kunsthalle Mannheim e il Palazzo Reale di Milano.
L'inclusione delle opere di Teller in importanti esibizioni collettive come Weird Beauty: Fashion Photography Now di New York, il Mode As Muse presso la Metropolitan Museum of Art, il Click Double Click presso l'Haus der Kunst di Monaco, lo Street & Studio presso il Tate Modern di Londra, A Poem About an Inland Sea presso il Padiglione dell'Ucraina alla 52ª Biennale Arte di Venezia ed il Fashioning Fiction al Museum of Modern Art di New York hanno confermato l'importanza di Teller nel settore. Juergen Teller ha rivelato di utilizzare una fotocamera Contax G2.

## Vita privata
Teller è sposato con la venditrice d'arte contemporanea Sadie Coles.